# Jorge da Silva
Jorge Orosmán da Silva Echeverrito (Montevideo, 11 dicembre 1961) è un allenatore di calcio ed ex calciatore uruguaiano, di ruolo attaccante, tecnico dell'América de Cali.

## Caratteristiche tecniche
Giocava come centravanti.

## Carriera

### Club
Iniziò la carriera nelle giovanili del Club Atlético Fénix all'età di quattordici anni. Successivamente giocò per il Danubio prima di debuttare in Primera División Uruguaya nel 1980 con il Defensor Sporting; si trasferì poi nel campionato spagnolo di calcio nel corso della stagione 1982-1983, quando il Defensor lo cedette al Real Valladolid. Nel corso della sua prima esperienza nella Liga, segnò cinque reti in sedici partite, ma fu l'annata successiva che lo mise in evidenza, grazie alle 17 reti che segnò in 30 incontri disputati, che gli permise di vincere il Trofeo Pichichi a pari merito con Juanito del Real Madrid, e riuscì inoltre a vincere il primo titolo della storia del club castigliano, la Copa de la Liga nel 1984.
Una volta terminata la Liga 1984-1985 il Defensor Sporting, ancora proprietario del giocatore, decise di cederlo all'Atlético de Madrid guidato da Luis Aragonés, ma da Silva passò le due stagioni sulla sponda biancorossa di Madrid senza grandi risultati individuali. Nel 1987 tornò così in America, più precisamente in Argentina al River Plate formando l'attacco della squadra con Claudio Caniggia, Antonio Alzamendi e Juan Gilberto Funes, prima di trasferirsi all'América de Cali dopo una stagione in Cile e a fianco di giocatori come Leonel Álvarez, Freddy Rincón, Alex Escobar e Anthony De Ávila vinse il campionato colombiano nel 1992. Successivamente passò un periodo al Millonarios prima di terminare la carriera al Defensor Sporting nel 1997.

### Nazionale
Dopo aver partecipato con l'Uruguay under 20 al campionato mondiale di calcio Under-20 1981, debuttò il 20 febbraio 1982 contro la Corea del Sud in Nazionale maggiore. Fece parte della lista dei convocati per Messico 1986, giocando tre partite e ricevendo due ammonizioni. In tutto la sua esperienza internazionale ammonta a 26 presenze e 6 reti.

### Allenatore
Nel 2007 prese la guida del Defensor Sporting, portando l'anno successivo la società al quarto titolo nazionale della sua storia, rompendo un digiuno di 17 anni. Nel 2009 è stato assunto dall'Al-Nassr in Arabia Saudita. Nell'estate del 2010 viene rimpiazzato da Walter Zenga. Nel gennaio del 2011 viene assunto dal Godoy Cruz. Nel dicembre 2011 passa al Banfield, ma dopo soli 3 mesi si dimette e nel marzo 2012 si accasa al Peñarol dove rimane per tutta la stagione, prima di trasferirsi nell'estate 2013 negli emirati arabi alla guida del Baniyas.

## Palmarès

### Club

#### Competizioni nazionali
- Copa de la Liga: 1

Real Valladolid: 1982-1983
- Supercoppa di Spagna: 1

Atlético Madrid: 1985
- Campionato colombiano: 1

América de Cali: 1992

### Individuale
- Trofeo Pichichi: 1

1983-1984 (17 gol)